# 감시자들
《감시자들》은 2013년 공개된 대한민국의 범죄 액션 스릴러 영화로, 2007년작 홍콩 영화 《천공의 눈》의 리메이크 작품이다. 조의석과 김병서 감독이 공동 연출했고, 설경구, 정우성, 한효주가 출연한다.

## 줄거리
흔적조차 없는 놈의 모든 것을 기억하라!
범죄 대상에 대한 감시만을 전문적으로 담당하는 경찰 내 특수조직 감시반.
동물적인 직감과 본능으로 범죄를 쫓는 감시 전문가 ‘황반장’(설경구)이 이끄는 감시반에 탁월한 기억력과 관찰력을 지닌 신참 ‘하윤주’(한효주)가 합류한다.
그리고 얼마 후 감시반의 철저한 포위망마저 무용지물로 만든 범죄가 벌어진다.
단 3분만에 한 치의 실수도 없이 벌어진 무장강도사건.
얼굴도 단서도 남기지 않은 그들의 존재에 모든 시선이 꽂힌다.
철저하게 짜여진 계획 하에 움직이며 1초의 오차도 용납하지 않는 범죄 조직의 리더 ‘제임스’(정우성).
자신의 존재를 절대 드러내지 않는 그는 감시반의 추적이 조여올수록 더욱 치밀하게 범죄를 이어간다.
더 이상의 범죄를 막기 위해 반드시 놈의 실체를 알아내야만 하는 감시반.
황반장과 하윤주는 모든 기억과 단서를 동원해 놈을 쫓는다.

## 캐스팅
- 설경구 - 황상준 / 송골매 역
- 정우성 - 제임스 / 그림자 역
- 한효주 - 하윤주 / 꽃돼지 역
- 김병옥 - 정통 역
- 진경 - 이영숙 실장 역
- 이준호 - 다람쥐 역
- 손민석 - 원숭이 역
- 변요한 - 엠쓰리 역
- 강신하 - 두더지 역
- 이동휘 - 앵무새 역
- 박지훈 - 특공 역
- 김지훈 - 뚱 역
- 장원형 - 허수아비 역
- 최은석 - 검거팀장 역
- 김광현 - 내사 1 역
- 조용현 - 내사 2 역
- 변우종 - 내사 3 역
- 변정현 - 사채 2 역
- 정종현 - 은행직원 역
- 에네스 카야 - 외국인 역
- 박충환 - 검거팀 역
- 서석규 - 통제팀 역
- 이현균 - 통제남 역
- 박지연 - 통제녀 역
- 이화정
- 임달화 - 수트남 역 (우정출연)

## 수상
- 2014년 제8회 아시아 필름 어워드 편집상 《신민경》
- 2014년 제50회 백상예술대상 영화부분 여자 조연상 《진경》
- 2013년 제22회 부일영화상 여우주연상 《한효주》
- 2013년 제34회 청룡영화상 여우주연상 《한효주》